# Genetta genetta
Genetta genetta là một loài động vật có vú trong họ Cầy, bộ Ăn thịt. Loài này được Linnaeus mô tả năm 1758.
Do loài này phân bố rộng rãi ở phía bắc sa mạc Sahara, trong khu xavan phía nam của sa mạc Sahara tới miền nam châu Phi và dọc theo bờ biển của Arabia, Yemen và Oman, loài này được liệt kê như là quan tâm nhất vào Sách đỏ IUCN. Loài này cũng đã được ghi nhận ở Đức, Bỉ và Thụy Sĩ. 

## Hình ảnh

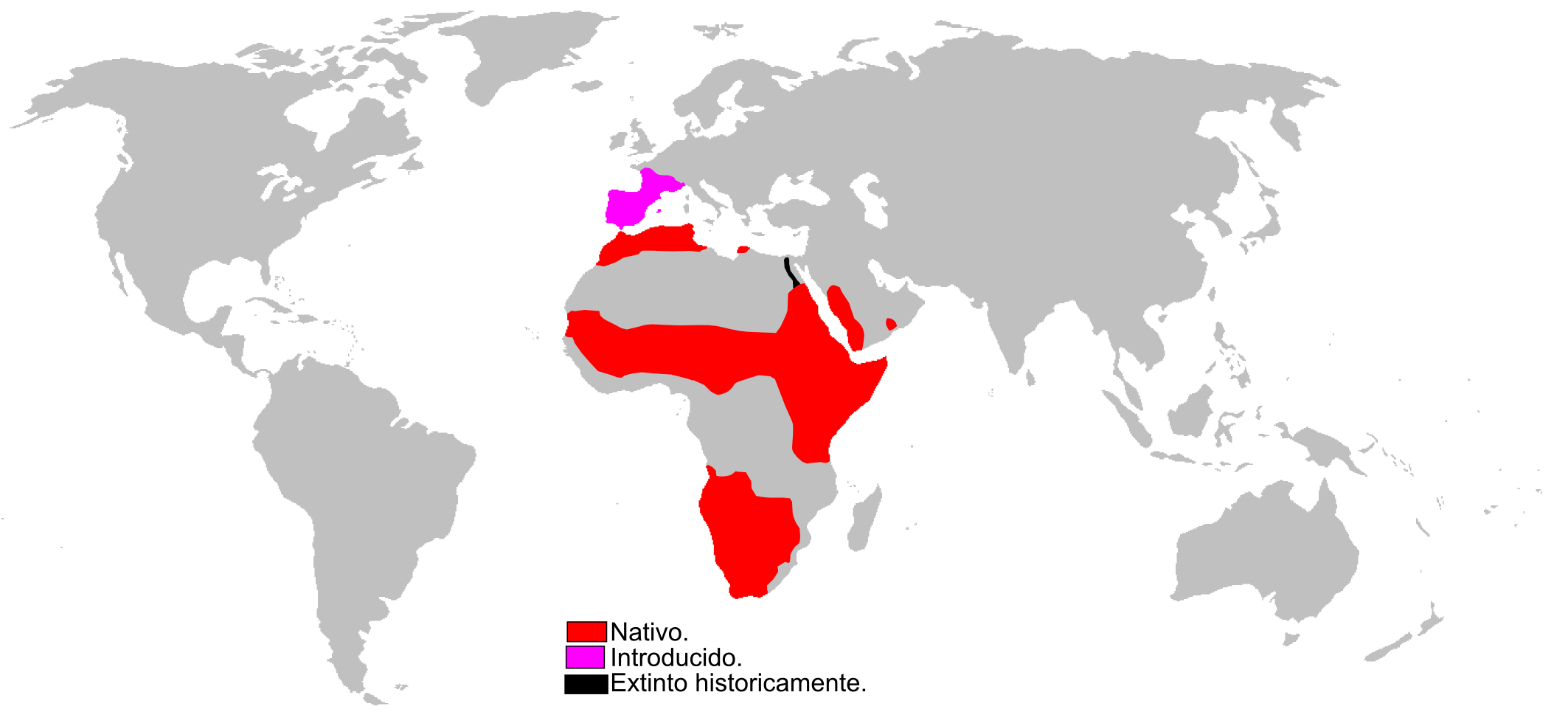
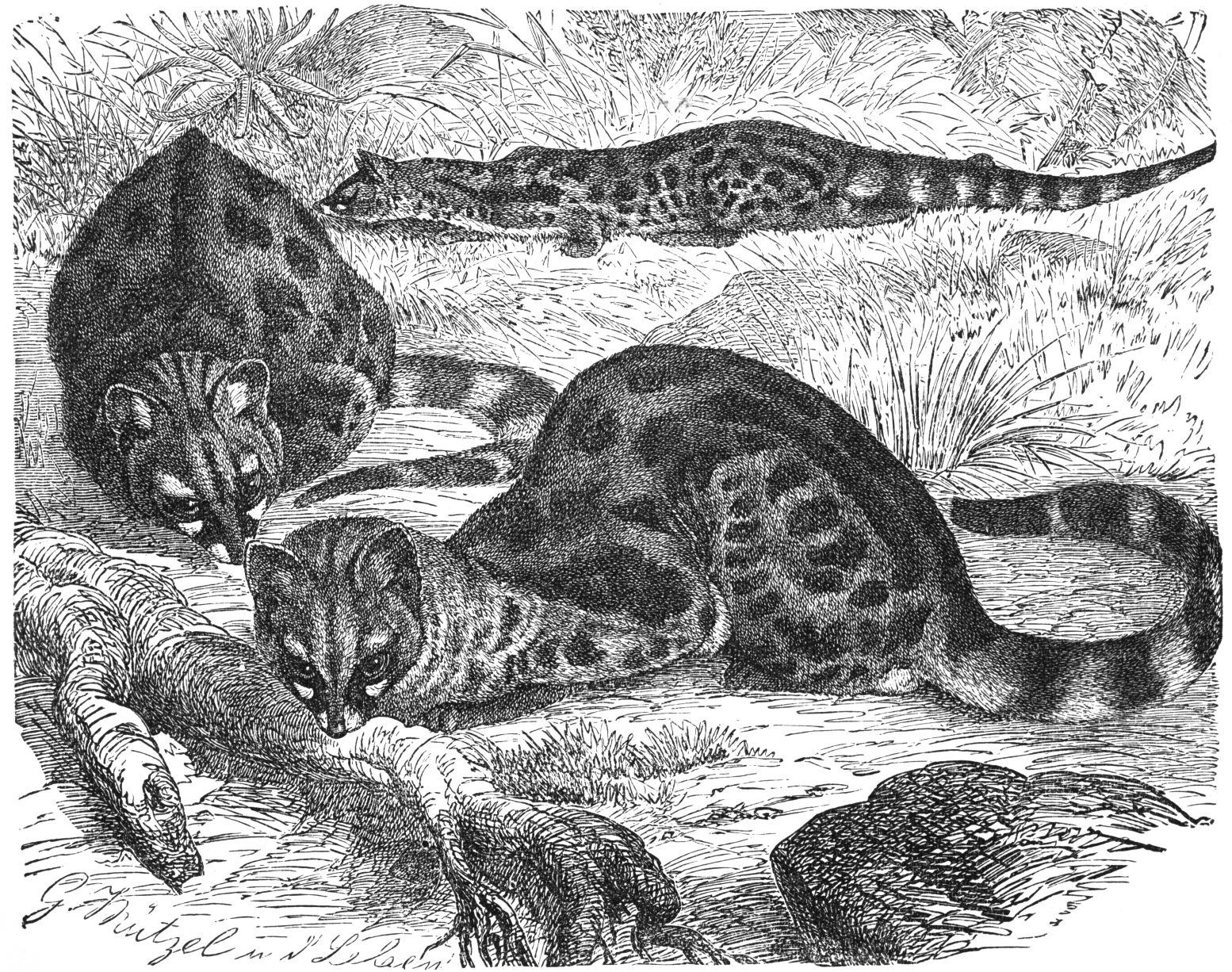
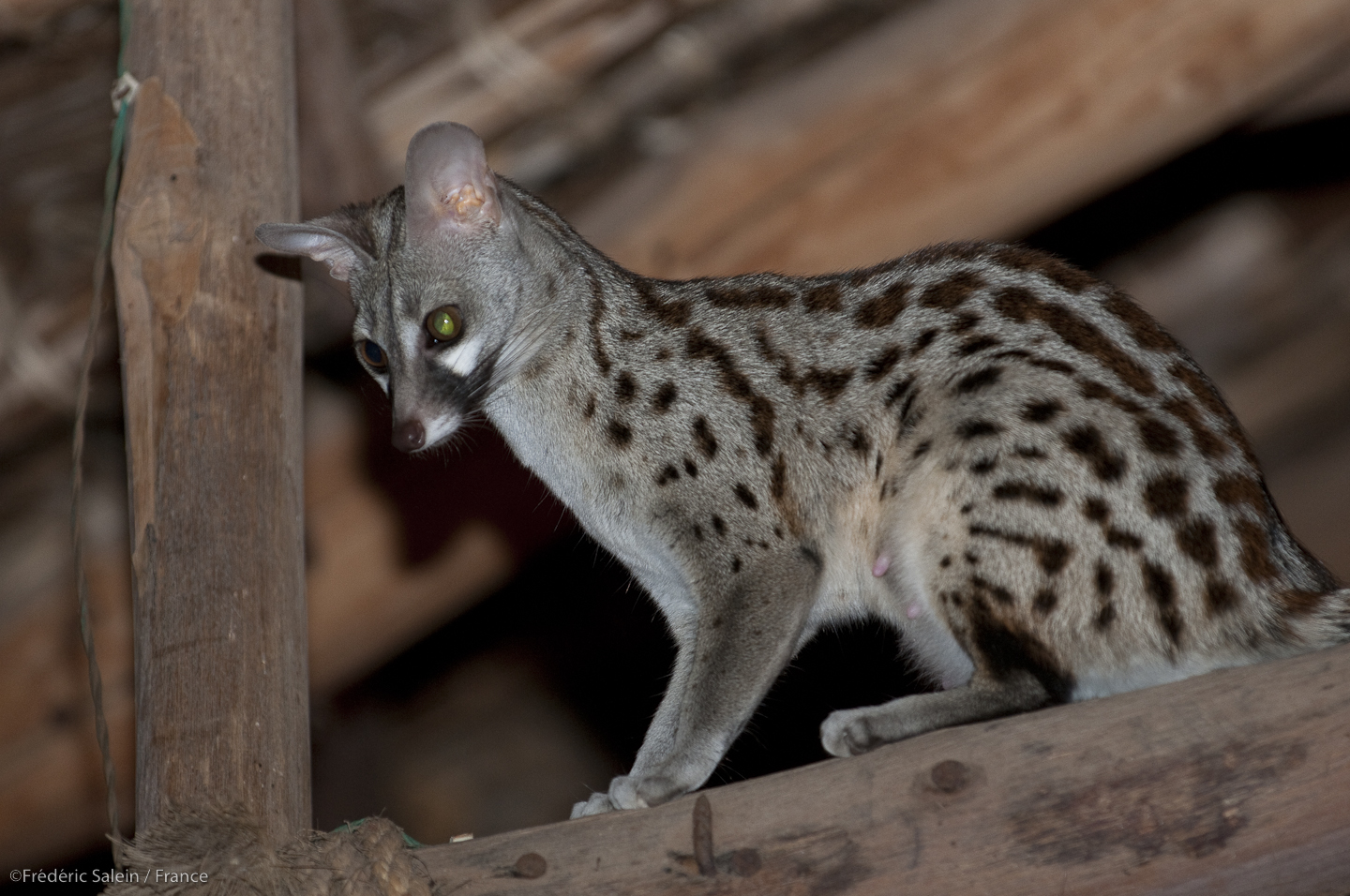
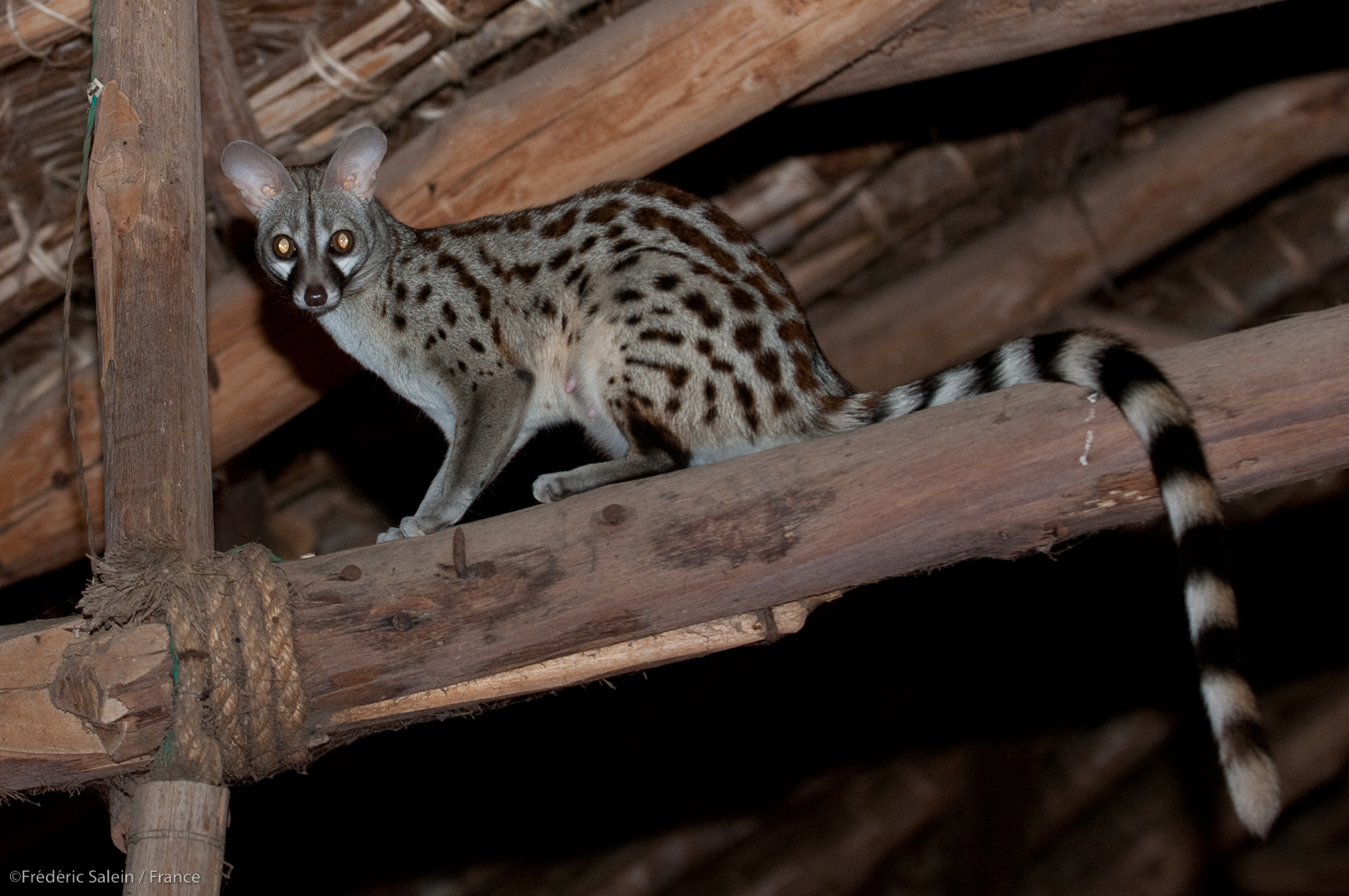